# Tolland, Connecticut
Tolland är en kommun (town) i Tolland County i delstaten Connecticut, USA med cirka 13 146 invånare (2000). Den har enligt United States Census Bureau en area på 104,4 km².